# Husiatyn

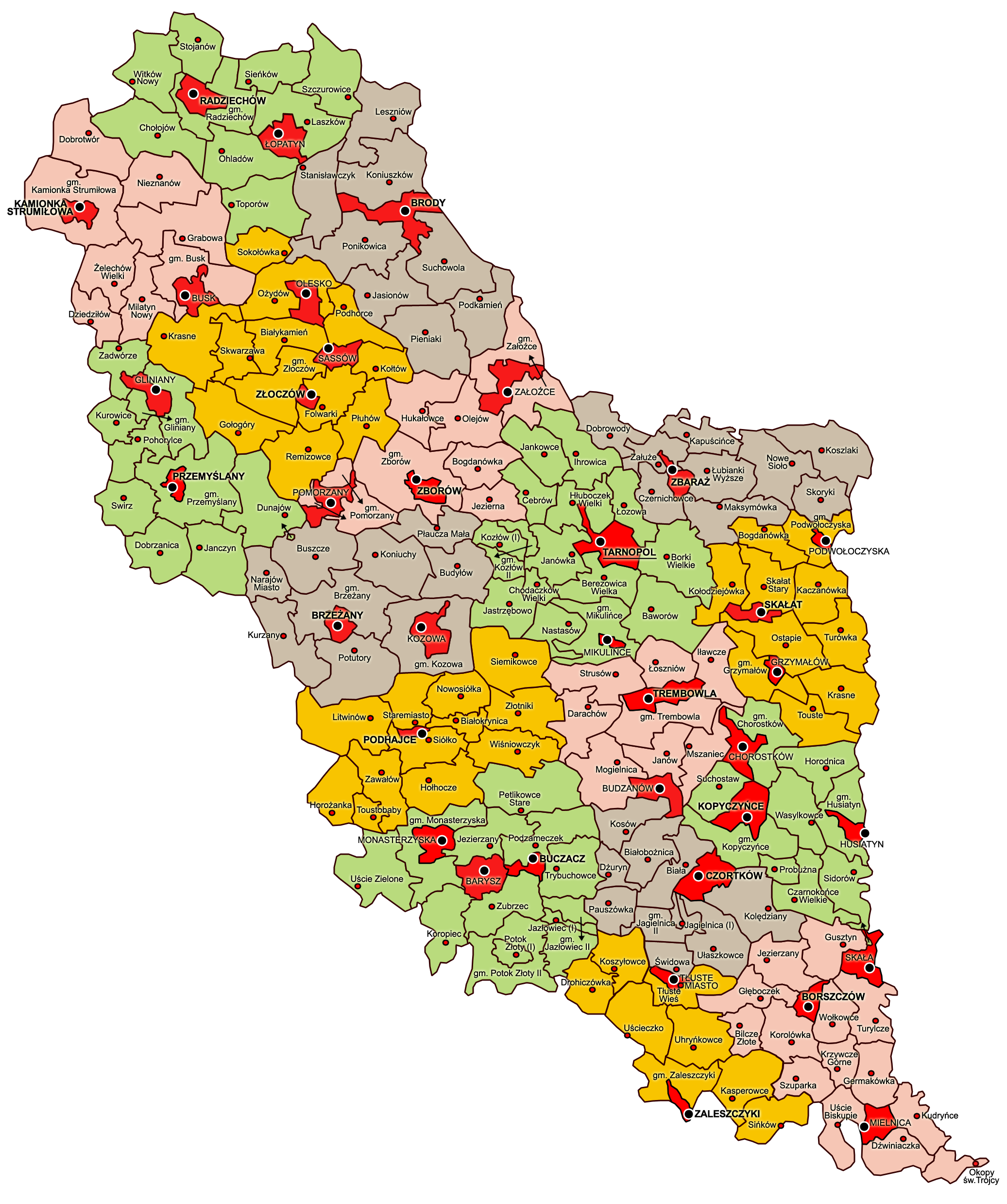
Położenie Husiatyna na mapie woj. tarnopolskiego w roku 1939

Husiatyn (ukr. Гусятин) – osiedle typu miejskiego na Ukrainie, w  rejonie czortkowskim obwodu tarnopolskiego, w hromadzie Husiatyn. Siedziba hromady Husiatyn.
Prywatne miasto szlacheckie lokowane w 1552 roku położone było w XVI wieku w województwie podolskim.
Do 2020 w rejonie husiatyńskim.

## Historia
Prawa miejskie otrzymał w roku 1559. Od XVI wieku miasto cierpiało z powodu najazdów tatarskich. W 1649 roku Kozacy z czernią wymordowali miejscowych Żydów i spalili zamek. Odbudowa miasta była możliwa po 1683 roku, gdy Husiatyn stał się własnością Potockich. Do roku 1772 wchodził w skład województwa podolskiego Rzeczypospolitej (z tego okresu pochodzi zamieszczony herb), następnie w zaborze austriackim. Rozbiory Polski podzieliły Husiatyn na część austriacką i część rosyjską, która zupełnie podupadła. Po osiedleniu się w Husiatynie rabina Mordechaja Szragi Friedmana miasto stało się jednym z ważniejszych ośrodków chasydyzmu na Podolu. W 1890 roku mieszkało tu 4197 Żydów (ponad 2/3 mieszkańców miasta). Działała drukarnia hebrajska, 4 banki żydowskie, miasto było zelektryfikowane.
W 1884 powstała tu końcowa stacja Galicyjskiej Kolei Transwersalnej.
14 lipca 1893 Husiatyn strawił pożar.
W czasie I wojny światowej miasto doznało poważnych strat, rosyjscy żołnierze spalili 600 z 699 domów, większość żydowskich mieszkańców na zawsze opuściła miasto.
Po odzyskaniu przez Polskę niepodległości do 17 września 1939 w powiecie kopyczynieckim województwa tarnopolskiego. W latach 1934–1944 miasto było siedzibą gminy wiejskiej Husiatyn.
Do 1914 linia kolejowa oraz przejście graniczne między Galicją a Rosją, do agresji ZSRR na Polskę 17 września 1939 r. przejście graniczne z ZSRR.
W II Rzeczypospolitej stacjonował w miejscowości sztab 3 kompanii 23 batalionu celnego, a po 1924 kompania graniczna KOP „Husiatyń”. W latach 30. burmistrzem Husiatyna był Włodzimierz Tarnowski, prezes ochotniczej straży pożarnej.
Od 7 lipca 1941 do 24 marca 1944 okupowany przez Niemców. 6 lipca 1941 Ukraińcy rozstrzelali w Husiatynie około 200 Żydów. Pozostałych Niemcy przesiedlili w marcu 1942 do Probużnej i Kopyczyniec. 
W czasie okupacji niemieckiej mieszkająca w Husiatynie Polka Aniela Małkiewicz oraz ukraińskie małżeństwo Andrij i Anastasija Serafinowie udzielali pomocy Żydom, za co po wojnie Instytut Jad Waszem uhonorował ich tytułami Sprawiedliwych wśród Narodów Świata.
Po II wojnie światowej nastąpiła ekspatriacja Polaków, którzy osiedlili się na Ziemiach Zachodnich, głównie w Obornikach Śląskich.
Do 2020 roku część rejonu husiatyńskiego, od 2020 – czortkowskiego.

## Zabytki[16]
- zamek – zniszczony w ruinie[17]
- synagoga z końca XVII w., wyremontowana pod koniec XIX wieku, zniszczona częściowo na pocz. I wojny światowej, częściowo odbudowana w latach 30. XX w.
- cerkiew św. Onufrego z końca XVI w. lub pocz. XVII w.
- kościół pw. Narodzenia Najświętszej Marii Panny i klasztor Bernardynów ufundowany w 1610 roku przez starostę Walentego Kalinowskiego i jego syna hetmana polnego Marcina Kalinowskiego, odbudowany w XVIII w., po 1945 roku magazyn chemikaliów, zwrócony katolikom w 1990 r., odbudowa szczytu w 2017 r. Od XVIII w. w kościele znajdował się łaskami słynący obraz św. Antoniego Padewskiego. Obraz ten, wywieziony w 1945 r, znajduje się obecnie w Sanktuarium św. Antoniego Padewskiego „Husiatyńskiego" w Obornikach Śląskich. W latach 90. XX w. mieszkańcy Obornik Śląskich ufundowali dla kościoła w Husiatynie kopię obrazu św. Antoniego oraz szaty i sprzęt liturgiczny[18].

## Ludzie urodzeni w Husiatynie
- Felicjan Plato Bałaban – polski dowódca wojskowy, płk. WP, dowódca Żandarmerii w l. 1929–1939
- Kazimierz Bigda – polski oficer wojskowy
- Teofil Dujanowicz – polski inżynier[19], architekt
- Stefan Jarzymowski[20][21] – polski rzeźbiarz[22][23] pochodzenia romskiego (cygańskiego)[24]
- Zdzisław Kawecki – polski dowódca wojskowy, sportowiec, rtm. kawalerii WP, srebrny medalista olimpijski w jeździectwie
- Antoni Meyer – profesor Akademii Górniczej
- Seweryn Nalewajko – hetman kozacki
- Marian Rechowicz – polski biskup rzymskokatolicki, historyk Kościoła, rektor KUL
- Józef Ziółkowski – polski chemik, profesor
- Zofia Żelska-Mrozowicka – dziennikarka, działaczka społeczna

## Ludzie związani z miastem
- Eugeniusz Dültz – starosta c. k. powiatu husiatyńskiego, honorowy obywatel Husiatynia z 1906[25]
- Władysław Matus – polski ksiądz katolicki, publicysta, działacz społeczny i polityczny. W latach 1913–1933 proboszcz parafii rzymskokatolickiej w Husiatynie, w latach 1922–1927 poseł na Sejm I kadencji[26].

## Galeria

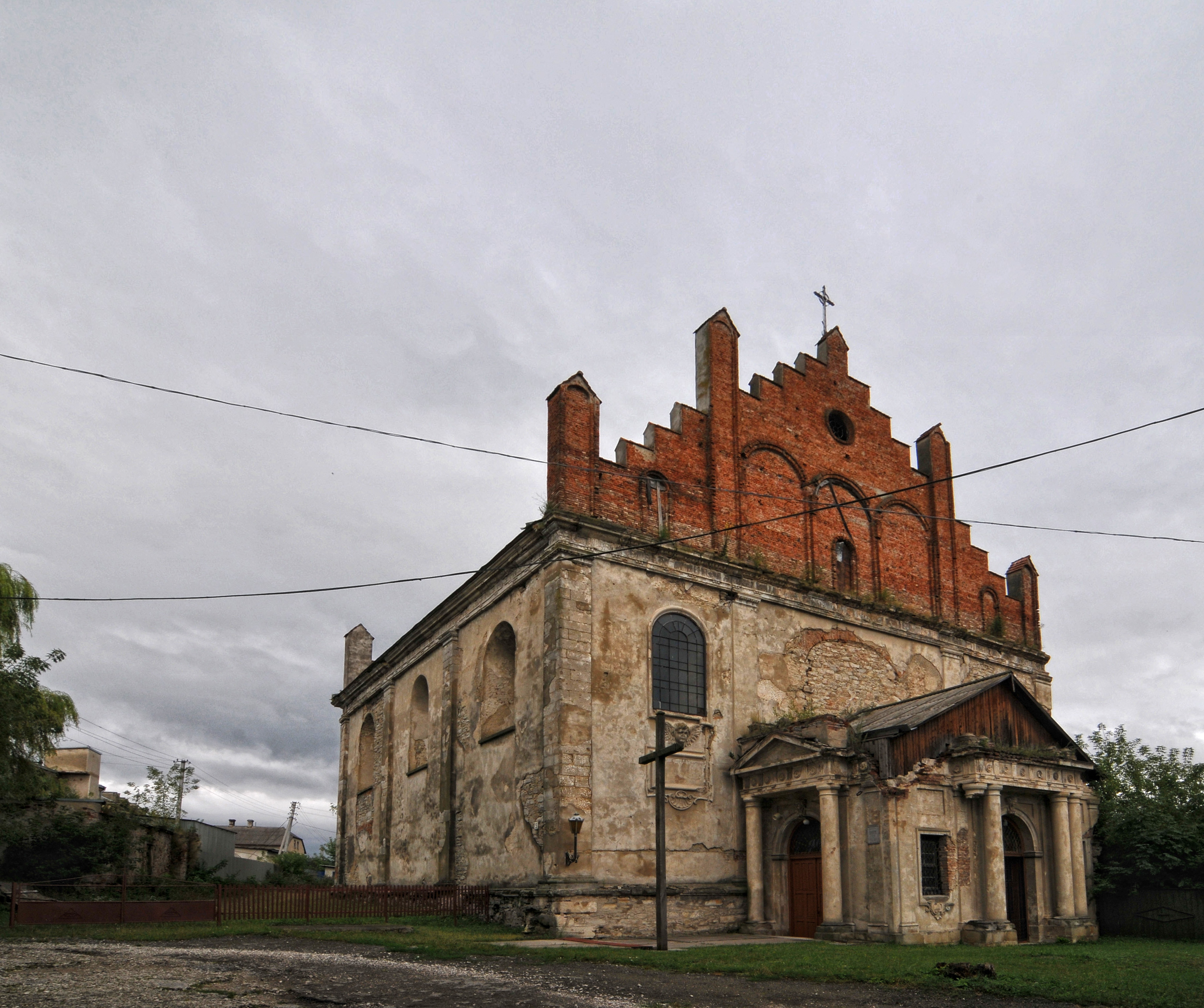
Kościół bernardynów przed remontem
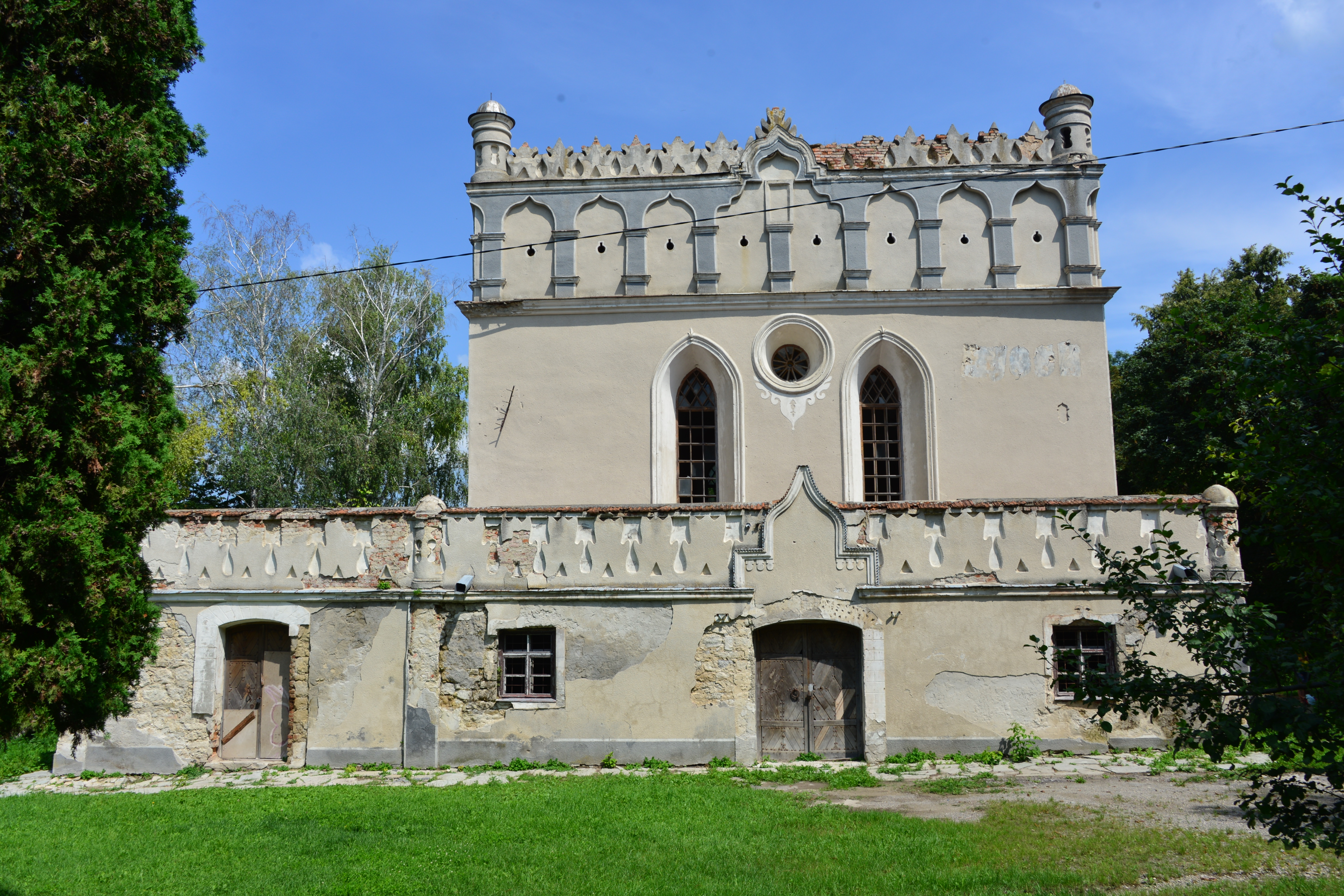
Synagoga
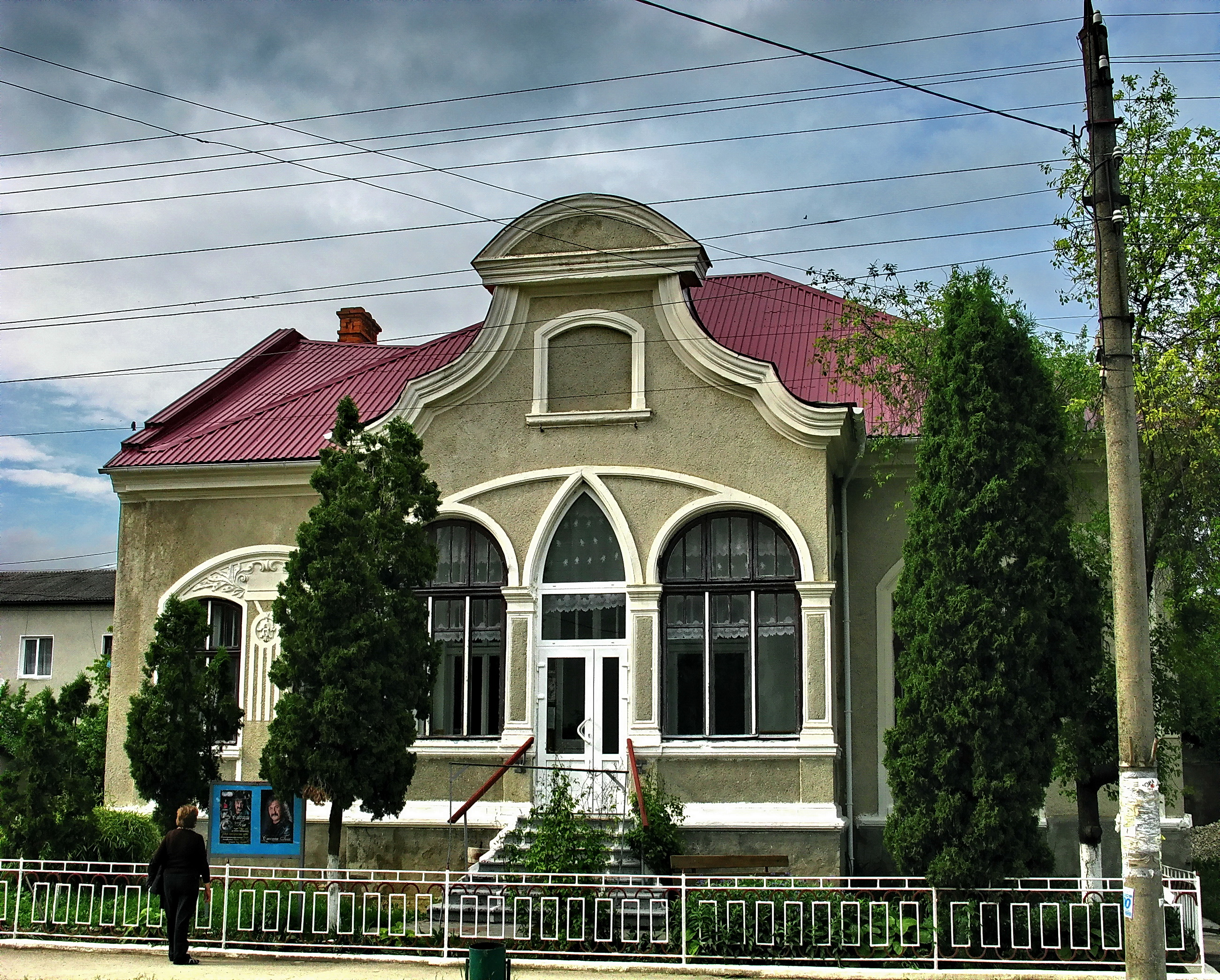
Willa secesyjna, ul. Nezałeżnosti 14
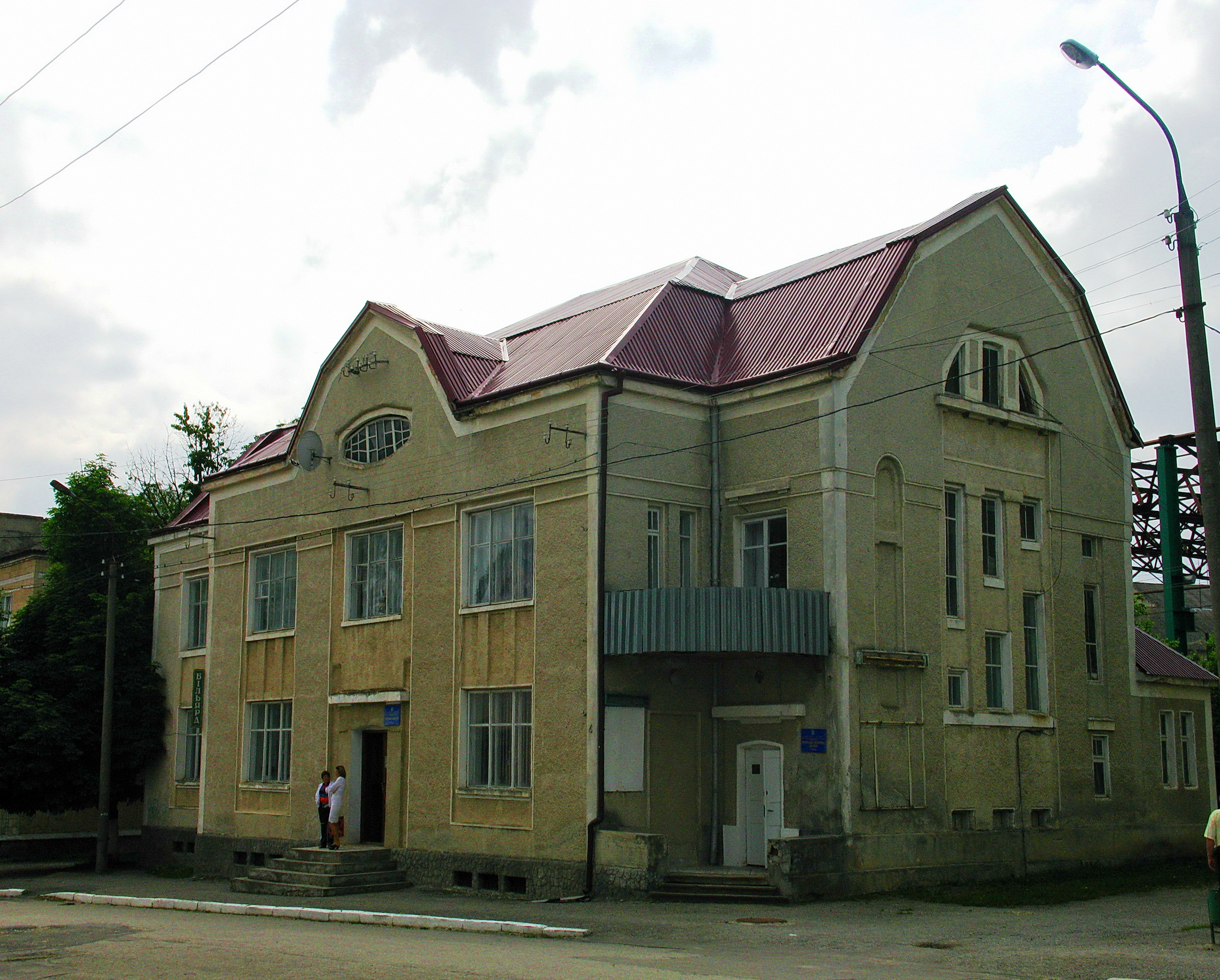
Budynek „Sokoła” polskiego, ul. Suchodolska 4

## Pobliskie miejscowości
- Chorostków
- Jabłonów
- Kopyczyńce
- Liczkowce
- Sidorów